# Famille Crotta
 (juin 2025).
Motif : Quelle notoriété ?
- Archive Wikiwix
- Bing
- Cairn
- DuckDuckGo
- E. Universalis
- Gallica
- Google
- G. Books
- G. News
- G. Scholar
- Persée
- Qwant
- (zh) Baidu
- (ru) Yandex
- (wd) trouver des œuvres sur Wikidata

| 1. | Préciser le motif de la pose du bandeau. | Précisez le motif de la pose du bandeau en utilisant la syntaxe suivante : {{admissibilité à vérifier\|date=juin 2025\|motif=remplacez ce texte par le motif}}                      |
| 2. | Informer les utilisateurs concernés.     | Pensez à avertir le créateur de l'article, par exemple, en insérant le code ci-dessous sur sa page de discussion : {{subst:avertissement admissibilité à vérifier\|Famille Crotta}} |

La famille Crotta est une famille patricienne de Venise, originaire de Milan.

## Histoire
La famille Crotta est originaire de Milan. Francesco Crotta achète la noblesse de sa famille en 1649.

## Légende
Un tableau de Giambattista Tiepolo (1750), acquis en 1902 par le Musée Städel à Francfort-sur-le-Main, a été réalisé pour le palais vénitien de la famille. Il montre un épisode légendaire de l'histoire de cette famille originaire de Bergame. Lorsque la fille du souverain, Grata, amène à son père païen la tête coupée du martyr saint Alexandre, dans laquelle des fleurs odorantes ont germé, il se convertit au christianisme.

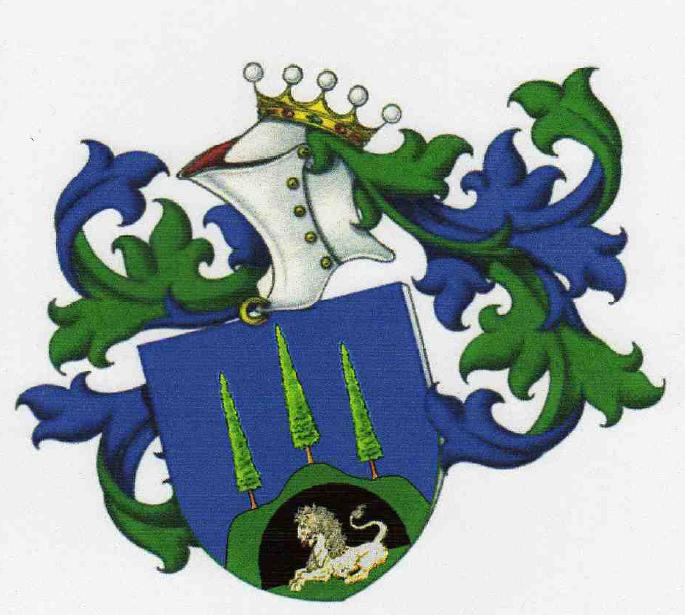
Blason des Crotta

## Armes
Armes : D'azur à trois montagnes de sinople, chacune surmontée d'un cyprès du même, avec une grotte en leur sein, au fond de laquelle repose un lion d'argent couché.